# Kritischer Rationalismus
Der Kritische Rationalismus ist eine von Karl Popper begründete philosophische Weltanschauung. Popper beschreibt ihn als Lebenseinstellung, „die zugibt, dass ich mich irren kann, dass du recht haben kannst und dass wir zusammen vielleicht der Wahrheit auf die Spur kommen werden“. Kennzeichnend ist ein vorsichtig optimistischer Blickwinkel auf Leben und Dinge, der in den Buchtiteln Alles Leben ist Problemlösen und Auf der Suche nach einer besseren Welt seinen Ausdruck findet.
Der Kritische Rationalismus setzt sich mit der Frage auseinander, wie wissenschaftliche oder gesellschaftliche (aber prinzipiell auch alltägliche) Probleme undogmatisch, planmäßig (‚methodisch‘) und vernünftig (‚rational‘) untersucht und geklärt werden können. Dabei sucht er nach einem Ausweg aus der Wahl zwischen Wissenschaftsgläubigkeit (Szientismus) und der Auffassung, dass wissenschaftliches Wissen auf positiven Befunden aufbauen muss (Positivismus) auf der einen Seite sowie andererseits dem Standpunkt, dass Wahrheit vom Blickwinkel abhängig ist (Relativismus) und dass Wissen der Willkür preisgegeben ist, wenn Beweise unmöglich sind (Wahrheitsskeptizismus).
Der Kritische Rationalismus übernimmt die im Alltagsverstand selbstverständliche Überzeugung, dass es die Welt wirklich gibt und dass sie vom menschlichen Erkenntnisvermögen unabhängig ist. Das bedeutet beispielsweise, dass sie nicht zu existieren aufhört, wenn man die Augen schließt. Der Mensch aber ist in seiner Fähigkeit zur Erkenntnis dieser Welt durch seine Wahrnehmung begrenzt, sodass er sich keine endgültige Gewissheit darüber verschaffen kann, ob seine Erfahrungen und Meinungen mit der Wirklichkeit tatsächlich übereinstimmen (Kritischer Realismus). Er muss daher davon ausgehen, dass jeder seiner Problemlösungsversuche falsch sein kann (Fallibilismus). Das Bewusstsein der Fehlbarkeit führt einerseits zu der Forderung nach der ständigen kritischen Prüfung von Überzeugungen und Annahmen, andererseits zu einem methodischen und rationalen Vorgehen bei der Lösung von Problemen (Methodischer Rationalismus) und zu einem vorsichtigen und kontrollierten Vorgehen beim praktischen Handeln (Stückwerk-Technologie).
Der Kritische Rationalismus hält jegliche Theorie – also auch jede naturwissenschaftliche Theorie – für grundsätzlich nicht beweisbar. Stattdessen sollten wir versuchen herauszufinden, ob und wo unsere Theorien fehlerhaft sein könnten und wie man entdeckte Fehler beseitigen kann. Eine wissenschaftliche Theorie sollte, um als wissenschaftlich zu gelten, prinzipiell an der Realität scheitern können. Darin besteht das Prinzip der Falsifizierbarkeit (die sorgfältig von einer tatsächlichen Falsifikation zu unterscheiden ist, vergleichbar dem Unterschied zwischen Zerstörbarkeit und Zerstörung). Ein starkes Argument (in Form eines wissenschaftshistorischen Beispiels) dafür, nach Fehlern (statt nach Belegen) einer Theorie zu suchen, ist die Ablösung der von Isaac Newton umfangreich dargestellten Klassischen Mechanik durch die spezielle Relativitätstheorie von Albert Einstein: Nachdem Newton seine Theorie aufgestellt hatte, wurde sie 200 Jahre lang durch Beobachtung immer wieder bestätigt – mit Ausnahme des Michelson-und-Morley-Experiments. Wenn überhaupt jemals eine naturwissenschaftliche Theorie als bewiesen hätte gelten können, dann wäre es noch am ehesten die newtonsche gewesen. Einstein entwickelte in anfänglicher Zusammenarbeit mit seiner Frau Mileva Marić aus den bereits vorhandenen partiellen Erklärungsversuchen (Lorentz und FitzGerald) für den negativen Ausgang des Michelson-Morley-Experiments einen komplett neuen Ansatz für den Zusammenhang zwischen Raum, Zeit und Bewegung, der die mit der Klassischen Mechanik verbundenen Hypothesen eines alles durchdringenden Äthers und der Existenz eines absoluten Raumes beseitigte. Gegenüber der neuen Theorie hat die newtonsche auf einem beschränkten Bereich der Realität näherungsweise übereingestimmt, außerhalb dieses Bereichs war sie aber fehlerhaft (da durch Beobachtungen falsifiziert) und daher verbesserungswürdig. Spätestens zu diesem Zeitpunkt hätte sie nicht mehr als Beispiel für eine (angeblich) sichere Theorie gelten können, sondern dafür, dass sicheres Wissen nur ein Trugbild ist. Stattdessen gab die newtonsche Theorie damit ein gutes Beispiel für die grundsätzliche Fehlbarkeit unseres Erkenntnisstrebens ab. Statt seinerseits nun zu behaupten, Verfahren zum Beweis der eigenen Theorie angeben zu können, schlug Einstein anspruchsvolle Experimente zu ihrer Überprüfung vor und gab an, unter welchen Gegebenheiten er sich gezwungen sehen würde, sie wieder zu verwerfen. Der Kritische Rationalismus von Karl Popper nahm sich u. a. diese Ereignisse zum Vorbild für einen erfolgreichen Wissenschafts- und Erkenntnisprozess.
Die von Einstein empfohlene Herangehensweise deutet an, wie wissenschaftliche Probleme mittels Versuch und Irrtum gelöst werden können: Hätte seine Theorie die vorgeschlagenen Prüfungen nicht bestanden, so hätte man eine andere ausprobieren können. Vor Einsteins Revolution der Physik war die Ansicht weit verbreitet, dass Beweise von wissenschaftlichen Theorien durch die Methode der Induktion möglich seien. Das ist die Verallgemeinerung eines Sachverhalts ausgehend von einzelnen Beobachtungen. Die wissenschaftstheoretische Position des Kritischen Rationalismus verneint jedoch die Beweisbarkeit einer Theorie durch Induktion und fordert stattdessen ihre Falsifizierbarkeit, also die grundsätzliche Möglichkeit, durch Experimente und Beobachtung Gegenbeispiele zu finden und so die Theorie zu widerlegen.
Der Standpunkt des Kritischen Rationalismus zur Politik ist seinem Standpunkt zur Wissenschaft sehr ähnlich. Hier ist nicht ausschlaggebend, wie man im Voraus den besten Herrscher findet oder was man tun sollte, um für ideale Verhältnisse zu sorgen. Stattdessen ist viel wichtiger, wie schlechte Herrscher unblutig abgesetzt und Missstände beseitigt werden können.
Ebenso verzichtet er auf dem Gebiet der Ethik und der Gesellschaft auf eine Begründung für Normen und konzentriert sich stattdessen auf die Frage, wie schlechte Regeln erkannt und verbessert werden können. Ethik ist für den Kritischen Rationalismus also das Problemlösen auf sozialem Gebiet. Auch hier fordert er ein kritisch-rationales Vorgehen und den Verzicht auf jegliches Dogma. Wie in der Wissenschaft findet man neue, bessere Lösungen nach dem Prinzip von Versuch und Irrtum. Um schwerwiegende negative Auswirkungen von Versuchen in diesem Bereich zu vermeiden, spricht sich der Kritische Rationalismus für eine Politik der kleinen Schritte („piecemeal-engineering“ – „Stückwerkstechnik“) aus.
In jedem dieser Bereiche wendet der Kritische Rationalismus also das Prinzip der Kritik an, das auf Beobachtung, Überprüfung auf Selbstwidersprüche, Widersprüche zu empirisch-wissenschaftlichen Theorien sowie auf der Erfolgskontrolle hinsichtlich des zu lösenden Problems basiert. So räumt er Kreativität, Phantasie und Staunen über die Welt einen Stellenwert ein, der sich deutlich von dem traditionellen Bild der strengen Sterilität der Wissenschaft distanziert. Sie wird nicht als eine stetige Anhäufung von unfehlbaren Wahrheiten verstanden, andererseits aber auch nicht als Bau von Luftschlössern. Aus der Sicht des Kritischen Rationalismus ist sie vielmehr ein großes Abenteuer und eine spannende Entdeckungsreise.
Mit seiner Grundauffassung, dass alle Menschen fehlbar sind, wendet sich der Kritische Rationalismus gegen alle Positionen, die von der Möglichkeit einer Letztbegründung (beispielsweise im Hinblick auf moralische Normen) ausgehen. Er befürwortet eine offene pluralistische Gesellschaft, die tolerant gegenüber allen friedlichen Menschen ist, die Konflikte durch rationale Diskussion und mit Hilfe der aufrichtigen Wahrheitssuche löst; in der die Menschen frei sind, ihrem Leben einen individuellen Sinn zu geben und ihren Weg in einer offenen Zukunft suchen zu können. Dies aber nicht verstanden als gesellschaftliche Utopie, sondern als Verteidigung der real existierenden westlichen Demokratien gegen zynischen Gegenwartspessimismus ebenso wie gegen real existierende totalitäre Staaten. In diesem Sinne bekämpft er jede Form von Bevormundung durch Autoritäten, Intoleranz und Ideologie, Totalitarismus und Irrationalismus.

## Vertreter
Der Kritische Rationalismus wurde von Karl Popper im Rahmen seiner Auseinandersetzung mit Wissenschaftstheorie und Sozialphilosophie begründet. Er führte diese Bezeichnung 1944 in seinem Werk Die offene Gesellschaft und ihre Feinde ein, entwickelte grundsätzliche Inhalte jedoch bereits in seinen früheren Werken. Seine umfassendste Darstellung hat er in Objektive Erkenntnis erarbeitet.
Daneben gibt es divergierende Abwandlungen, die sich zum Teil grundlegend unterscheiden. William W. Bartley setzte sich in Flucht ins Engagement mit der Frage auseinander, ob der Kritische Rationalismus seinen eigenen Ansprüchen genügt, wenn er auf sich selbst angewendet wird, und somit ohne Integritätsverlust akzeptiert werden kann. Hans Albert hat ihn für die Sozial- und Geisteswissenschaften weiterentwickelt und ihn in seinem Traktat über kritische Vernunft systematisch ausgearbeitet. Reinhold Zippelius hat ihn als grundsätzliche Methode des juristischen Denkens übernommen und entwickelt. Ein zeitgenössischer Vertreter, der die Ansätze von Popper und Bartley verband, weiterentwickelte und sich mit Kritik auseinandersetzte, war David Miller. Diese Positionen stehen der von Popper am nächsten.
Joseph Agassi hat sich mit Grundfragen zur Rationalitätsauffassung befasst, löste sie aber in anderer Weise als Bartley. Imre Lakatos entwarf eine stark abgewandelte, konservative Form des Kritischen Rationalismus, die mehr auf den Schutz des harten Kerns einer Theorie ausgerichtet ist. Varianten mit Elementen der klassischen Rechtfertigungsstrategie entwickelten John W. N. Watkins und Alan Musgrave. Adolf Grünbaum und Wesley C. Salmon vertraten Abwandlungen mit induktivistischen Elementen. Gerhard Vollmer hat versucht, den kritischen Rationalismus mit dem Naturalismus zu verbinden.
Das weltanschauliche Spektrum unter den Anhängern des Kritischen Rationalismus reicht von rigorosen Anhängern von Atheismus, Religionskritik und der Skeptikerbewegung wie Michael Schmidt-Salomon und Bernulf Kanitscheider bis zu dem Opus-Dei-Priester Mariano Artigas (1938–2006). Popper vertrat Gläubigen gegenüber einen respektvollen Agnostizismus; Bartley schloss sich den Lehren von Werner Erhard an, dem Gründer des umstrittenen EST (Erhard Seminar Training).
Im Jahr 2020 wurde das Hans-Albert-Institut gegründet, das sich als „Think Tank zur Förderung des kritisch-rationalen Denkens in Politik, Wirtschaft und Gesellschaft“ versteht. Dem Direktorium und wissenschaftlichen Beirat gehören führende Vertreter des Kritischen Rationalismus im deutschsprachigen Raum an.

## Grundlagen

### Kritischer Realismus
Der Realismus ist die dem subjektiven Idealismus widersprechende metaphysische Theorie, dass eine vom Menschen unabhängige Wirklichkeit existiert. Während der naive Realismus davon ausgeht, dass die Welt so ist, wie der Mensch sie wahrnimmt, vertritt der kritische Realismus die Auffassung, dass Vorstellungen von ihr durch subjektive Elemente, die in der Wahrnehmung und im Denken liegen, mehr oder weniger stark beeinflusst werden. Weil die Sinne und die Verarbeitungsprozesse im Gehirn der angenommenen Außenwelt und der Vorstellung zwischengeschaltet sind, kann man auch vom indirekten Realismus sprechen. Dieser Vermittlungsvorgang schließt eine „reine Wahrnehmung“ aus, denn es kann sich um Täuschungen handeln.
Der Kritische Realismus ist keine ontologische Annahme, die der Wissenschaft vorausgeht, sondern er ist eine metaphysische Konsequenz aus den empirisch-wissenschaftlichen Theorien. (Gegen antirealistische Tendenzen bei der Quantentheorie argumentierte Popper mit einer von ihm selbst aufgestellten und weiterentwickelten realistischen Interpretation.) Er ist aber nicht nur kosmologisch (eine äußere Welt existiert) zu verstehen, sondern auch erkenntnistheoretisch: Indem der Mensch im Rahmen einer Falsifikation einen Irrtum feststellt und ihn korrigiert, nähert er sich der Erkenntnis der Wirklichkeit an. Er wird zwar nie wissen, ob oder inwieweit er sich ihr angenähert hat, aber die Ablösung eines Irrtums durch eine bessere Erklärung bedeutet eine bessere Kenntnis darüber, wie die Welt wirklich ist.
Davon unabhängig gibt es auch eine Position im Universalienstreit, die Realismus heißt. Diese Position geht davon aus, dass Allgemeinbegriffen eine wirkliche Existenz zukommt. Konkret ist das beispielsweise die Behauptung, dass es wahre Kunst, den wahren Menschen oder den wahren Staat gibt. Diese Position lehnt der Kritische Rationalismus strikt ab, da sie im Zusammenhang mit der Behauptung steht, dass Dinge essentielle Eigenschaften und Begriffe ein Wesen, eine Natur oder einen Kern haben, der nicht verändert werden kann. Popper nennt sie zur Vermeidung von Missverständnissen Essentialismus. Der Essentialismus äußert sich im „Denken in Begriffen“ und in Fragen, die mit „Was ist“ beginnen, z. B. „Was ist der Staat?“ oder „Was ist Leben?“ Sie müssen nach Popper durch eine Diskussion von Problemen ersetzt werden, beispielsweise „Wie sehr sollte sich der Staat in die privaten Angelegenheiten der Bürger einmischen?“ oder „Sollten Abtreibungen bestraft werden?“ Popper selbst vertrat erst den Nominalismus, für den Begriffe reine konventionelle Mittel zur Abkürzung sind. In seinem metaphysischen Spätwerk bekannte er sich zu einem modifizierten Essentialismus, der zugesteht, dass in einem Entwicklungsvorgang von Generation zu Generation immer einige Eigenschaften vererbt werden und so erhalten bleiben, und dass manche Eigenschaften einer stärkeren Selektion unterworfen sind als andere. Er lehnte jedoch die Auffassung ab, dass es unter diesen Eigenschaften einen Kern gibt, der in besonderer, prinzipieller Weise von der Veränderung ausgenommen ist.

### Fallibilismus
Das Ziel, mit Theorien zutreffende Aussagen zu machen, führt zu der Frage nach der Erkennbarkeit der Wirklichkeit. Dabei geht der Kritische Rationalismus davon aus, dass es aufgrund der logischen Eigenschaften aller Wahrheitstheorien nicht möglich ist, eine gesicherte Wahrheitsbegründung zu geben. Denn jeder Versuch, die Wahrheit einer Aussage nachzuweisen, führt entweder in einen unendlichen Regress, einen logischen Zirkel oder zu einem Abbruch des Beweisverfahrens, oft mit dem Hinweis auf die Evidenz der Aussage (siehe Münchhausen-Trilemma). Jeder solche Abbruch bedeutet, dass keine strenge Wahrheitsbegründung stattgefunden hat.
Die Lösung des Kritischen Rationalismus geht davon aus, dass Wissen stets nur ein hypothetisches Wissen, ein vermutendes (konjekturales) Wissen ist, dem die klassische Bestimmung der Wahrheit als Übereinstimmung einer Aussage mit einer Tatsache zugrunde liegt. Wahrheit kann dabei, in Anlehnung an Alfred Tarski, nicht durch ein Kriterium definiert werden; dennoch ist der semantische Gebrauch des Begriffs ‚Wahrheit‘ in der normalen Sprache, also die Wahrheit als Übereinstimmung mit den Tatsachen, bei jedem konkreten Anwendungsfall unproblematisch.
Trotz der Schlussfolgerung, dass man nie wissen kann, ob man die absolute Wahrheit gefunden hat, hält der Kritische Rationalismus an ihrer Existenz fest und lehnt den Relativismus, also die Abhängigkeit der Wahrheit vom Blickwinkel, ab. Man kann also die Wahrheit gefunden haben und einen wahren Satz aussprechen, aber man kann nicht beweisen, dass er wahr ist. Das trifft für alltägliche Behauptungen ebenso zu wie für die Theorien der Wissenschaft.
Der Kritische Rationalismus sieht jedoch die fehlende Sicherheit einer Behauptung noch nicht – wie etwa der Wahrheitsskeptizismus – als notwendigen Grund zum Zweifel an ihrer Wahrheit an. Er argumentiert gegen den Wahrheitsskeptizismus mit dem Einwand, dass es rational sinnvoll ist, eine Theorie versuchsweise als wahr zu akzeptieren, wenn man sie kritikoffen vertritt und gegen ihre Haltbarkeit (bisher) keine Argumente gefunden wurden. Denn ohne Theorien sind selbst die alltäglichsten Probleme nicht lösbar. Dazu kommt, dass Falschheit nichts Fatales ist: Die falsche Theorie kann dennoch viele wahre Konsequenzen haben oder Erklärungen liefern, die für die Praxis hilfreich sind.
Diese Sicht führt außerdem zu einem Theorienpluralismus, da es meist mehrere Alternativen gibt, die nach dem Stand der Diskussion akzeptabel sind und ausprobiert werden können. Rational ist es, bestehende Theorien in genügendem Umfang kritisch zu hinterfragen und die Notwendigkeit einer Erfahrungskontrolle immer im Auge zu behalten. An die Stelle des Beweisdenkens tritt die Idee der kritischen Prüfung. – „Look before you leap!“
Darauf aufbauend kann man auch Elemente des Empirismus, des Naturalismus und des Konstruktivismus in den Kritischen Rationalismus integrieren. So ist es vernünftig, Wahrnehmungsurteile als Hypothesen aufzufassen, die in der Regel wahr sind, solange man in Rechnung stellt, dass es Umstände der Wahrnehmungstäuschungen gibt. Hier unterscheidet sich der Kritische Rationalismus nicht vom Alltagsverstand. Wahrnehmung ist also ein sehr unproblematisches Element, und selbst wenn sie einmal zu unschlüssigen Ergebnissen führt, ist eine Klärung meist unkompliziert. Auch wenn Wahrnehmungsurteile einmal im Nachhinein problematisch werden, bleiben sie immer durch weitere Wahrnehmung überprüf- und revidierbar.
Die unproblematische Wahrnehmungsbasis ist zentral für den Kritischen Rationalismus, denn ohne sie wären Annahmen über die Wirklichkeit keiner Kontrolle unterworfen. Dass sie unproblematisch ist, bleibt jedoch nicht unhintergehbar: Es lässt sich mit der evolutionären Anpassung der Sinnesorgane des Menschen an seine Umwelt sehr gut naturalistisch erklären (siehe Evolutionäre Erkenntnistheorie). Ebenso ist es dem Kritischen Rationalismus möglich, die konstruktivistische These zu akzeptieren, dass der Mensch die Naturgesetze nicht quasi im ‚Buch der Natur‘ liest, sondern dass er sie erfindet und, wie Kant sagte, sie der Natur vorschreibt. Naturgesetze sind Hypothesen über die Welt, die stets einer kritischen Überprüfung bedürfen.

### Negativismus und Erkenntnisskeptizismus
Über den Fallibilismus hinaus beinhaltet der Kritische Rationalismus auch den Erkenntnisskeptizismus. Der Fallibilismus besagt nur, dass die Wahrheit einer Aussage nicht begründet werden kann. Der Erkenntnisskeptizismus geht noch weiter und behauptet, dass sogar das Fürwahrhalten einer Aussage nicht begründet werden kann. Daraus darf jedoch nicht auf den Wahrheitsskeptizismus geschlossen werden: Es folgt nicht, dass an der Wahrheit alles Fürwahrgehaltenen gezweifelt werden muss oder dass es gar verboten ist, etwas für wahr zu halten oder als wahr zu beurteilen.
Popper stimmte mit Bartley und Miller überein, dass es niemals gute, positive Gründe dafür geben kann, etwas zu glauben: Gute Gründe existieren nicht; wenn sie existieren würden, wären sie nutzlos; und sie werden für Rationalität auch nicht benötigt. (Zwar interpretierte Popper den Grad der Bewährung – der Grad, in dem eine Behauptung der Kritik standgehalten hat – als Maß der Rationalität der versuchsweisen Annahme einer Vermutung, aber nach Bartley müssen diese Passagen ignoriert werden, wenn die Stimmigkeit des Gesamtzusammenhangs gewahrt bleiben soll. Bewährung muss als erkenntnistheoretisch völlig irrelevant angesehen werden.) Rationale Argumente hingegen sind unabdingbar, sind aber immer negativ und kritisch (‚Negativismus‘). Ob man eine Annahme oder ein Argument akzeptiert, ist immer eine freie Willens- und Gewissensentscheidung, und kann argumentativ nicht erzwungen werden. Rationalität liegt darin, eine erfolgreich kritisierte Annahme zu verwerfen.
Fehlende gute Gründe machen jedoch eine Annahme nicht rein willkürlich. Denn eine wechselseitige Kontrolle von Vermutungen untereinander ist möglich (‚Checks and Balances‘). Zur Akzeptanz gehört immer der Verwurf von Alternativen. Dieser negative Verwurf wird aber nicht zum positiven Grund für die Akzeptanz: Es ist ebenso rational, eine neue Alternative zu erdenken. Es ist auch sinnvoll, gar keine Alternative zu akzeptieren, wenn sie alle für das zu lösende Problem uninteressant sind. Akzeptanz ist eine kritische Bevorzugung, ein fehlbares, aber auch kritisier- und revidierbares Urteil, mit dem man festlegt, was man versuchsweise für wahr hält. Jedes Urteil ist demnach ein Vorurteil.
Der Kritische Rationalismus verwirft also die klassische Vorstellung, dass es Verfahren gibt, mit denen Wissen begründet (gewiss, akzeptabel, annehmbar, fest, verlässlich, vertrauenswürdig, glaubwürdig, wahrscheinlich oder zuverlässig gemacht, gerechtfertigt, bewiesen, erkannt, verifiziert, garantiert, verbürgt, bestätigt, fundiert, gestützt, legitimiert, auf Evidenz gegründet, etabliert, gesichert, verteidigt, validiert, autorisiert, vindiziert, gestärkt oder am Leben erhalten) werden kann, und dass Vernunft sich durch den Gebrauch solcher Verfahren auszeichnet. Logik ist demnach ein „Organon der Kritik“, nicht ein Instrument zur positiven Begründung oder Rechtfertigung.

### Logik
Hans Albert hat einen Katalog von Grundsätzen der Logik aufgestellt, der mit einfachen Grundaussagen hilft, die Plausibilität von Aussagen und Theorien zu überprüfen und zu beurteilen. Diese Grundsätze bestehen nach Albert unabhängig von der Philosophie des Kritischen Rationalismus; ihre Verwendung entspricht aber dem Geist seiner Weltsicht und sie vermitteln ein Stück Lebensweisheit, das auch ohne tiefere Kenntnis der Logik anwendbar ist.
Aus Wahrem kann nur Wahres folgen.
Das Grundprinzip der Deduktion, dass bei einem wahren Obersatz und einer wahren Prämisse die Wahrheit in die Konklusion übertragen wird. Wichtig für Wissenschaft und Alltagsdenken ist der Umkehrschluss: Folgt etwas Falsches, muss mindestens eine der Prämissen (bzw. der Obersatz) falsch sein.
Aus Falschem kann auch Wahrheit folgen.
Logisch können falsche Annahmen zu einem Schluss führen, der eine wahre Aussage macht. Auch wenn Vorhersagen einer Theorie richtig sind, kann also die Theorie selbst falsch sein. Dieser Sachverhalt ergänzt auf logischer Ebene den Fallibilismus. Er verbietet zudem, von zutreffenden Vorhersagen einer Theorie auf das Zutreffen der Theorie selbst zu schließen. Umgekehrt erklärt er, warum eine falsche Theorie keine schlechte Theorie sein muss und warum daher der Fallibilismus nicht ad absurdum geführt wird durch das von ihm prognostizierte unumgängliche Falschheitsrisiko von Theorien.
Aus jeder Theorie folgen unendlich viele Sätze.
Auch dieser Satz harmoniert mit dem Fallibilismus. Da das Wissen des Menschen endlich ist, kann er nicht wissen, ob eine Theorie zu einer Aussage führt, die sich als falsch erweist und damit die Theorie falsifiziert.
Für die Erklärung von Beobachtungen gibt es unendlich viele Theorien.
Wenn eine Tatsache durch eine Theorie zureichend erklärt wird, darf man dennoch nicht davon ausgehen, dass die Theorie die beste Erklärung liefert. Es kann eine bessere geben.
Aus Widersprüchen folgen beliebige Behauptungen.
Jeder Hinweis auf einen Widerspruch in einer Theorie ist eine Aufforderung, eine neue, widerspruchsfreie Theorie zu finden. Dialektik in diesem Sinne verstanden ist ein Prinzip zur Ausräumung von Widersprüchen.
Nur gehaltvolle Aussagen enthalten Informationen.
Je höher der Gehalt einer Aussage ist, das heißt je konkreter sie sagt, was sie ein- und was sie ausschließt, umso besser kann sie überprüft werden.
Es gibt keine gehaltserweiternden Schlüsse.
Mit Hilfe der Logik kann man kein zusätzliches Wissen erwerben. Daher können induktive Schlüsse, die von wenig Wissen auf viel Wissen schließen, keine logischen Schlüsse sein. Sie haben höchstens heuristischen Wert und sind nicht zwingend.

## Wissenschaftstheorie

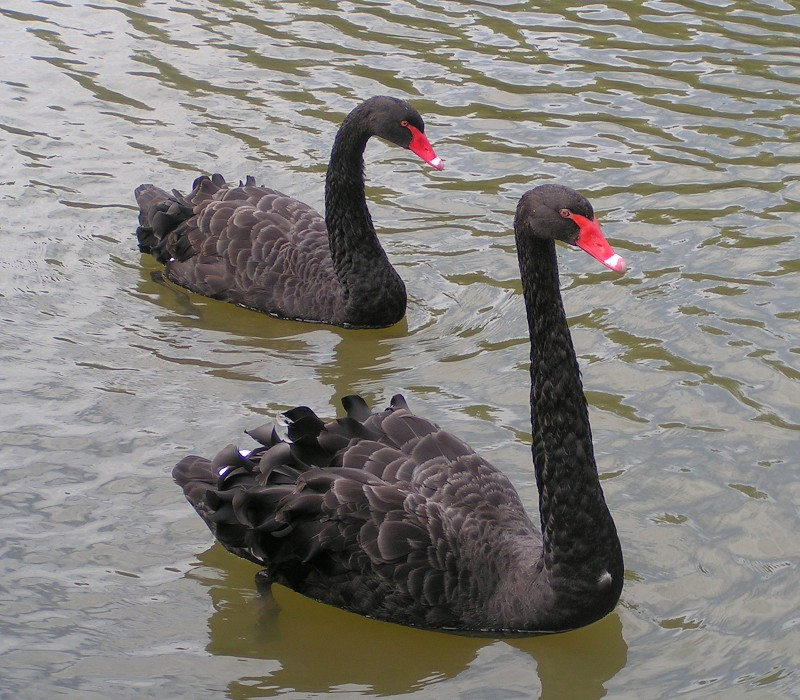
Sind alle Schwäne weiß? Die klassische Sicht der Wissenschaftstheorie war, dass es Aufgabe der Wissenschaft ist, solche Hypothesen zu „beweisen“ oder aus Beobachtungsdaten herzuleiten. Das erscheint jedoch schwer möglich, da dazu von Einzelfällen auf eine allgemeine Regel geschlossen werden müsste, was logisch nicht zulässig ist. Doch wenn wir einen schwarzen Schwan finden, können wir logisch folgern, dass die Aussage, alle Schwäne seien weiß, falsch ist. Der Falsifikationismus strebt somit nach einem Hinterfragen, einer Falsifizierung, von Hypothesen statt des Versuchs eines Beweises.

Wesentlichen Einfluss auf den Kritischen Rationalismus hatte die Auseinandersetzung Poppers mit der Wissenschaftstheorie des Logischen Empirismus. Ausgehend vom Positivismus Machs und der Analytischen (Sprach-)Philosophie der Mathematiker Frege und Russell versuchten die Mitglieder des Wiener Kreises eine Philosophie auf der Grundlage von Sprachanalyse und Logik im Rahmen eines physikalistischen Weltbildes zu entwickeln. Ziel war der Aufbau einer Einheitswissenschaft. In dieser sollte Wissenschaftstheorie als Theorie der Wissenschaftssprache fungieren. Sätze der Philosophie, die nicht analytisch (Logik und Mathematik) oder empirisch (‚positive‘ Wissenschaften) sind, müssen nach dem Logischen Empirismus als Scheinprobleme angesehen werden, sind also nicht wissenschaftlich. Empirische Sätze müssen auf Protokollsätze reduzierbar sein. Dies sind grundlegende Erfahrungs- und Beobachtungssätze in der formalen Struktur der zu entwickelnden Wissenschaftssprache. Nur Aussagen, die in diesem Rahmen verifiziert bzw. bestätigt werden können, erfüllen die notwendigen und hinreichenden Bedingungen für sinnvolle Tatsachenaussagen.
Popper beschritt einen anderen Weg. Er vertrat die Auffassung, dass es eine Hauptaufgabe der Philosophie sei, den für den Positivismus charakteristischen Glauben an die Autorität der Beobachtung kritisch zu hinterfragen. Die Grundidee, dass selbst die sicherste Theorie falsch sein könnte, führte ihn dazu, der Induktion und der Verifizierbarkeit einerseits das Prinzip der Falsifikation entgegenzusetzen (Suche nach Fehlern, nicht nur nach neuen Verifikationen) und andererseits das Kriterium der Falsifizierbarkeit (nur falsifizierbare Theorien sind erfahrungswissenschaftlich).

### Induktionsproblem

Induktive Vorstellung: Wissenschaft beginnt mit Beobachtung, verallgemeinert dann und macht Vorhersagen auf dieser Grundlage.

Der Induktivismus geht von der Annahme aus, dass durch eine genügende Anzahl von Beobachtungen im Wege der Schlussweise der Induktion, das heißt nach dem Schema
|  |                              |
|  | Dieser Schwan ist weiß       |
|  | Daher sind alle Schwäne weiß |

oder
|  |                                  |
|  | Alle bekannten Schwäne sind weiß |
|  | Daher sind alle Schwäne weiß     |

oder in einer konkreten Anwendung in der Physik
|  | Gegenstände fallen herunter                 |
|  | weitere Beobachtungen …                     |
|  | Daher gilt allgemein das Gravitationsgesetz |

allgemeine Aussagen über einen Gegenstandsbereich gemacht werden können, die einen Gesetzescharakter haben. Die induktive Schlussweise ist also logisch betrachtet der Schluss von einem Fall und einem Resultat auf eine Regel. Der Schluss ist synthetisch (der Übergang von der Annahme zur Schlussfolgerung vergrößert den Aussagegehalt) und damit logisch nicht zwingend. Die Vertreter des logischen Empirismus waren der Auffassung, dass solche Sätze dennoch sinnvoll sind, wenn die gewonnene Theorie (als nomologische Hypothese) durch Protokollsätze bestätigt werden kann. Von den Protokollsätzen wurde gefordert, dass sie den strengen Anforderungen einer Wissenschaftssprache entsprechen. Die Bestätigung einer Theorie durch Protokollsätze galt dann als Verifikation der Theorie.
Bereits Galilei hatte das Induktionsprinzip abgelehnt. Hume zeigte in einer ausführlichen Kritik, dass ein logischer Nachweis der Induktion nicht möglich ist. Hume hatte demgemäß die Auffassung vertreten, dass das Prinzip der Kausalität auf menschlicher Gewohnheit beruht, der zu folgen nützlich sei. Auch Albert Einstein lehnte die Induktion ab. Sein Standpunkt war die Motivation für Popper, sich intensiv mit der Thematik auseinanderzusetzen und aufzuzeigen, dass allgemeine empirische Sätze oder Theorien nicht verifiziert, sondern nur falsifiziert werden können. Das Konzept der Protokollsätze ist mit dem Problem behaftet, dass sie bereits Theorien voraussetzen (sie sind ‚theoriegeladen‘), sodass die Begründung mit Hilfe von Protokollsätzen in einen Zirkel führt. Die mit der Induktion verbundene Problematik ist in der Wissenschaftstheorie weitgehend akzeptiert. So Wolfgang Stegmüller: „Entweder ist ein Schluss korrekt; dann ist er zwar wahrheitskonservierend, aber nicht gehaltserweiternd. Oder aber er ist gehaltserweiternd; dann haben wir keine Gewähr dafür, dass die Konklusion wahr ist, selbst wenn sämtliche Prämissen richtig sind.“
Popper betrachtete Induktion jedoch nicht nur als unbegründet, sondern als gar nicht existent: Es gibt aus seiner Sicht in Wirklichkeit eine Verallgemeinerung von Einzelfällen auf allgemeine Sätze überhaupt nicht – es handelt sich um eine Illusion. Die Verallgemeinerung, also die Theorie, muss (möglicherweise unbewusst) bereits vorhanden sein, bevor eine Beobachtung überhaupt möglich wird. Induktion wird im Kritischen Rationalismus also nicht abgelehnt, weil sie unbegründet ist, sondern weil die Annahme, dass es so etwas wie einen Induktions- oder Verallgemeinerungsschluss überhaupt gibt, deduktiv widerlegt werden kann. Ein Induktionsprinzip ist demnach selbst bei Hypothesenbildung nicht vorhanden: Bei dem Übergang von „Dieser Schwan ist weiß“ zu „Daher sind alle Schwäne weiß“ stehen im Hintergrund Theorien über die weiße Farbe und über Schwäne. Entweder diese enthielten zusammen bereits die Eigenschaft – dann handelt es sich schlicht um zwei hintereinandergeschriebene deduktive Konsequenzen daraus – oder, wenn sie diese nicht enthielten, dann wurde sie beim Übergang zu den Theorien hinzugefügt und die Bedeutung von „weiß“ und „Schwan“ hat sich damit unsystematisch verändert. Die Illusion einer systematischen Induktionsregel ergibt sich dabei nur aus der Verwendung gleicher Wörter.
Auch wenn die Induktion kein strenger logischer Schluss ist, könnte sie zumindest strenge Schlüsse über Wahrscheinlichkeiten ermöglichen. Der Logische Empirismus, insbesondere Rudolf Carnap, vertrat eine solche Interpretation der Induktion. Aus diesem Blickwinkel ist diejenige Theorie die rationalste Wahl, die bei gegebener Beobachtungsbasis (Evidenzmaterial) die höchste induktive Wahrscheinlichkeit hat. Popper vertrat in der Logik der Forschung den Standpunkt, dass es keine Wahrscheinlichkeitsinduktion gibt und dass alle Theorien grundsätzlich nur die logische Wahrscheinlichkeit {\displaystyle 0} haben können. In mehreren nacheinander angefügten Anhängen des Buchs versuchte er ausführlich, die These der Möglichkeit eines wahrscheinlichkeitstheoretischen Induktionsprinzips selbst unter der in seinen Augen nicht gerechtfertigten Annahme zu widerlegen, dass bei Theorien Wahrscheinlichkeiten größer {\displaystyle 0} existieren. 1983 veröffentlichte er zusammen mit David Miller einen letzten „ganz einfachen Beweis“, bei dem er zu zeigen versuchte, dass deduktive Zusammenhänge jede wahrscheinlichkeitsbasierte Induktion logisch untergraben. Dieser Beweis hat eine Kontroverse ausgelöst.
Die Falsifikation ist Poppers Versuch, ohne Induktions- oder Regelmäßigkeitsprinzip auszukommen, und dabei gleichzeitig zu vermeiden, auf ein solches in verdeckter Form zurückzugreifen. Die Grundidee ist, dass Regelmäßigkeiten in der Natur zwar vorhanden sein müssen, damit die Falsifikation Ergebnisse liefert, dass man jedoch auf die Annahme verzichten kann, dass sie vorhanden sind: Für den gedachten Fall, dass es keine Regelmäßigkeiten in der Natur gibt, liefert die Falsifikation kein Ergebnis, da dann jede Hypothese falsifiziert wird, die Regelmäßigkeiten vorhersagt. Die Induktion hingegen erzeugt in einer solchen Situation falsche Ergebnisse. Popper führte statt eines Regelmäßigkeitsprinzips die methodologische Regel ein, dass Naturgesetze stets orts- und zeitpunktunabhängig formuliert werden sollen. Die Falsifikation beseitigt auch das Zirkelproblem, das die Verifikation mit der theoriegeladenen Beobachtung hat. Denn die Theorie wird nicht benutzt, um Beobachtungssätze zu bilden, die sie wiederum bestätigen sollen, sondern um aus der Annahme, dass sie wahr ist, einen Widerspruch herzuleiten. Dies ist möglich durch eine fundamentale Asymmetrie in der deduktiven Logik, die Popper die „Asymmetrie von Verifikation und Falsifikation“ nennt.
Ähnlich wie bei dem Induktionsprinzip eliminiert Popper auch weitere metaphysische Voraussetzungen, die aus positivistischer Sicht für die empirische Wissenschaft unverzichtbar sind (z. B. Realismus, Kausalprinzip), indem er sie durch entsprechende methodologische Regeln ersetzt. So wird die empirische Wissenschaft von einem System empirisch unangreifbarer metaphysischer Voraussetzungen, die zusammen mit Beobachtungen der Rechtfertigung empirisch-wissenschaftlicher Theorien dienen sollen, zu einer Methode der Prüfung und Korrektur dieser Theorien. Auch die Falsifikationsmethode selbst muss nicht vorausgesetzt, sondern lediglich angewendet werden – sie ist in diesem Sinne „voraussetzungsfrei“. Die wissenschaftliche Methodik vollzieht dabei eine Problemverschiebung: Das Ziel, Fehler in Hypothesen schon im Voraus auszuschließen, wird als unmöglich aufgegeben und durch das neue Ziel ersetzt, die Hypothesen so zu gestalten, dass sie im Nachhinein so leicht wie möglich als falsch erkannt und korrigiert werden können, wenn sie falsch sein sollten.

### Abgrenzungsproblem
Weil empirische Theorien nicht endgültig entscheidbar sind, entwickelte Popper das Kriterium der Falsifizierbarkeit als alternative Lösung des Abgrenzungsproblems für Erfahrungswissenschaften. Popper sah in diesem Abgrenzungsproblem, also der Frage, wie sich empirisch-wissenschaftliche und metaphysische Sätze voneinander unterscheiden lassen, im Vergleich zum Induktionsproblem, also der Frage, wie sich Theorien durch besondere Sätze rechtfertigen lassen, das wichtigere Problem.

„Ein empirisch-wissenschaftliches System muss an der Erfahrung scheitern können.“

Sein Anspruch ist es, mit dem Abgrenzungskriterium der Falsifizierbarkeit ein rationales, systematisches und objektives, also intersubjektiv nachprüfbares Instrument zu liefern.
Popper unterschied grundsätzlich logische Falsifizierbarkeit von der praktischen Falsifizierbarkeit. Eine Theorie ist empirisch, wenn es mindestens einen Beobachtungssatz gibt, der zu ihr logisch im Widerspruch steht. Dabei ist nicht ausgeschlossen, dass in der Praxis mangels geeigneter Experimente (zum Beispiel in der Astronomie oder in der Atomphysik) eine tatsächliche Beobachtung gar nicht durchgeführt werden kann. Aussagen, die nicht falsifizierbar (widerlegbar) sind, also nicht empirisch-wissenschaftlich, sind metaphysisch.
Definitionen sind nicht falsifizierbar. Daher sind Aussagen nicht falsifizierbar, die implizit die Definition des Ausgesagten enthalten. Wenn der Satz „Alle Schwäne sind weiß“ beinhaltet, dass es ein Wesensmerkmal von Schwänen ist, weiß zu sein, kann er durch die Existenz eines schwarzen Vogels, der ansonsten die Merkmale eines Schwans aufweist, nicht widerlegt werden. Denn er wäre dann nach der Definition aufgrund seiner Farbe kein Schwan. Wenn hingegen die Farbe nicht Bestandteil der Definition eines Schwans ist, kann der Satz „Alle Schwäne sind weiß“ dadurch überprüft werden, dass man ihm einen Beobachtungssatz gegenüberstellt: „Im Duisburger Zoo gibt es einen schwarzen Schwan“, unabhängig davon, ob dort wirklich ein schwarzer Schwan existiert.
Ebenso sind Axiome der Mathematik als Festsetzungen nicht falsifizierbar. Man kann sie daraufhin prüfen, ob sie widerspruchsfrei, voneinander unabhängig, vollständig und notwendig zur Herleitung (Deduktion) der Aussagen eines Theoriensystems sind. So hat die Veränderung des Parallelenaxioms im 19. Jahrhundert dazu geführt, dass neben der euklidischen auch andere Geometrien entwickelt wurden. Hierdurch wurde aber die euklidische Geometrie nicht falsifiziert. Allerdings wäre ohne diese nichtlinearen Geometrien die Entwicklung der Relativitätstheorie nicht möglich gewesen.

„Eine Theorie ist falsifizierbar, wenn die Klasse ihrer Falsifikationsmöglichkeiten nicht leer ist.“

Widerspruchsvolle Aussagen sind prinzipiell falsifizierbar, diese Falsifizierbarkeit ist jedoch ohne Wert. Man kann mittels des Satzes vom ausgeschlossenen Widerspruch jede beliebige Folgerung aus ihnen herleiten. Insbesondere folgt daraus zu jedem Basissatz sein Gegenteil. Dies bedeutet jedoch, dass überhaupt jeder Basissatz eine widerspruchsvolle Aussage falsifiziert.
Zur Abgrenzung wissenschaftlicher Theorien von pseudowissenschaftlichen (oder allgemeiner Rationalität von Pseudorationalität) ist im Kritischen Rationalismus nicht die Falsifizierbarkeit ausschlaggebend, sondern die Frage, ob ein ‚doppelt verschanzter Dogmatismus‘ enthalten ist. Während jede Theorie bei unwissenschaftlicher Vorgehensweise gegen Kritik immunisiert werden kann, zwingen solche Dogmatismen selbst dann zu einer Immunisierung, wenn sie in einen wissenschaftlichen und kritisch-rationalen Kontext gesetzt werden. Sie entziehen eine These jedoch nicht prinzipiell der kritischen Analyse, sondern müssen lediglich vor der Diskussion entfernt werden.
Den häufig anzutreffenden Fehler, mangelnde Falsifizierbarkeit als etwas Schlechtes oder gar als Kennzeichen für Unsinn anzusehen, gab sogar Albert zu, der anfänglich Poppers Position mit dem Standpunkt verbunden hatte, dass Metaphysik sinnlos sei. Popper hatte das zwar ausdrücklich nicht so gesehen, betonte aber mehrfach, dass er in der ersten Ausgabe der Logik der Forschung fälschlicherweise die Grenze der Wissenschaft mit der Grenze der Diskutierbarkeit gleichgesetzt hatte, und dass er in diesem Punkt seine Meinung geändert hatte.
Der Kritische Rationalismus selbst ist nicht falsifizierbar. Er ist jedoch kritisierbar und rational diskutierbar (siehe Pankritischer Rationalismus).

### Metaphysik
Ein Ziel des Logischen Empirismus war es, die Metaphysik als sinnlos zu entlarven und nur solche Theorien in der Wissenschaft zuzulassen, die vollständig verifizierbar sind, also vollständig auf Beobachtungssätze reduziert werden können. Jede Theorie hat jedoch immer einen metaphysischen Gehalt in Form von Elementen und Folgerungen, die über reine Beobachtung hinausgehen. Ein einfaches Beispiel ist die erfahrungswissenschaftliche Theorie, dass Menschen höchstens 150 Jahre alt werden, und die daraus folgende metaphysische Aussage, dass alle Menschen sterblich sind.
In der Einstellung zu solchen Sachverhalten findet sich ein wesentlicher Unterschied zwischen der Verifizierbarkeitsforderung und dem Falsifizierbarkeitskriterium: Der Logische Empirismus sieht metaphysische Elemente als problematisch an und versucht, Theorien davon möglichst zu bereinigen. Der Kritische Rationalismus hingegen harmoniert wegen seiner realistischen Grundeinstellung mit ihnen und hält sie für zulässig und wünschenswert, solange die Theorie als ganzes falsifizierbar bleibt. Denn sie sagen etwas über die Beschaffenheit der Wirklichkeit aus.
Popper war außerdem der Auffassung, dass auch rein metaphysische Sätze Sinn haben. Sie sind Mythen und Träume, die der Wissenschaft durch ihre schöpferische Kraft helfen, neue Probleme zu entdecken, neue, falsifizierbare Theorien zu konstruieren und sich somit selbst Zwecke und Ziele zu geben. Er nannte sie metaphysische Forschungsprogramme und führte die aus seiner Sicht zehn wichtigsten an:
1. Die Vorstellung des Universums als gleichförmige, unabänderliche Sphäre (Parmenides)
2. Die Atomvorstellung
3. Das Geometrisierungsprogramm (Platon und andere)
4. Die Konzepte der Wesenseigenschaften und Potenzen (Aristoteles)
5. Die Physik zur Zeit der Renaissance (Kepler, Galilei und andere)
6. Die Uhrwerktheorie des Universums (Descartes und andere)
7. Die Theorie, dass das Universum aus Kräften besteht (Newton, Leibniz, Kant und Boscovich)
8. Die Feldtheorie (Faraday und Maxwell)
9. Die Idee eines einheitlichen Felds (Einstein und andere)
10. Die indeterministische Partikeltheorie (so wie in Borns Interpretation der Quantentheorie)

Zum Beispiel war die Atomvorstellung der griechischen Philosophen 2300 Jahre lang eine rein metaphysische Vorstellung, bevor im 19. Jahrhundert auf der Idee aufbauende Theorien entstanden, die experimentell geprüft werden konnten und sich – zumindest für eine gewisse Zeit – bewährten. Stehen metaphysische Sätze wie Alle Menschen sind sterblich oder Es gibt Positronen isoliert für sich, sind sie vorwissenschaftlich. Eine erfahrungswissenschaftliche Theorie entsteht erst, wenn eine Eigenschaft vorausgesagt wird, die anhand eines Beobachtungssatzes (Basissatzes) überprüft werden kann. Prüfbar ist somit die Aussage Jeder Mensch stirbt spätestens 150 Jahre nach seiner Geburt. Sollte es einmal jemanden geben, der älter wird, ist diese Theorie falsifiziert. Metaphysische Aussagen sind also in der empirischen Wissenschaft grundsätzlich erlaubt, solange sie huckepack als Konsequenz falsifizierbarer Theorien auftreten.
Metaphysik bleibt trotz Nichtfalsifizierbarkeit kritisierbar, da Falsifikation nur eine Form der logisch gültigen, rationalen Kritik ist. Popper fügte zu seiner Liste noch ein eigenes elftes metaphysisches Forschungsprogramm hinzu, das diese zehn verband und erweiterte: Die Vorstellung des Universums als ein einheitliches Propensitätsfeld.

### Erkenntnisfortschritt

Entwicklungsschema des Erkenntnisfortschritts nach Popper

Die Suche nach Falsifikationen, nach den denkbaren Anwendungsfällen, an denen Theorien scheitern, also letztlich die Suche nach Fehlern, hat Popper als entscheidend für den Erkenntnisfortschritt angesehen. Nur die Korrektur dieser Fehler durch bessere Theorien führt demnach zu Fortschritt.
Bei der Methode der Falsifikation sind Entdeckungs- und Begründungszusammenhang getrennt. Falsifikation ist ein Verfahren zur Beurteilung bestehender Theorien. Nach Auffassung des Kritischen Rationalismus gibt es kein methodisch rationales Verfahren zur Entdeckung von Theorien. Sie ist ein kreativer Prozess, der im Wesentlichen durch spekulative Phantasie, Intuition, Zufälle und Geistesblitze beeinflusst wird. Theorien sind also immer frei erfunden. Diese Auffassung hatte auch Einstein vertreten. Der Kritische Rationalismus wendet sich hier insbesondere gegen die pessimistische Einstellung „von nichts kommt nichts“: Theorien bauen zwar immer auf bestehendem, auch auf angeborenem Wissen auf (wie etwa auf der Neigung, eine Sprache zu lernen), ihre Neuerungen entstehen aber förmlich aus dem Nichts. Mit ihnen tritt etwas Neues in das Universum ein, das zuvor nicht dagewesen ist.
Die Existenz einer wissenschaftlichen Methode im üblichen Sinn hat Popper dabei aber abgelehnt. Für ihn gibt es in Wirklichkeit nur eine einzige, allgemeine Methode, die Methode von Versuch und Irrtum, die ebenso in der Philosophie und auf jedem anderen Gebiet als Methode der Kritik und in der Wissenschaft als Falsifikation zur Anwendung kommt. Aber selbst beim menschlichen Wissen zog Popper keine Grenze. Er betrachtete es als Grundprinzip jeden Handelns überhaupt, das in allen Bereichen der Natur bis hin zur Amöbe wiederzufinden ist, dass nach jedem Fehlversuch in der Weltorientierung ein neuer alternativer Weg gesucht und begonnen wird. Entsprechend handeln auch Wissenschaftler. Jede Falsifikation führt so lange zu Modifikationen bestehender Theorien oder zum Aufbau neuer Theorien, bis eine Theorie eine ausreichende Bewährung erfährt. Auf der Suche nach Lösungen für neue Probleme kommen daher bewährte Theorien immer wieder auf den Prüfstand, bewähren sich erneut oder werden falsifiziert und durch modifizierte oder neue Theorien abgelöst. Der Fortschritt ist umso größer, je mutiger die neuen Theorien sind. Zudem steigt mit der Kühnheit der Theorie die Möglichkeit der Falsifikation, und damit das Angebot an möglichen Experimenten zur Überprüfung, an das die weitere Forschung anknüpfen kann.
Im Rahmen dieses Prozesses wird ein immer höheres Niveau des Wissens erreicht. Eine Theorie stellt einen Erkenntnisfortschritt gegenüber einer anderen Theorie dar, wenn sie eine höhere Wahrheitsnähe aufweist. Wahrheitsnähe ist nicht messbar. Jedoch kann man die Wahrheitsnähe zweier Theorien modellhaft vergleichen. Eine Theorie hat gegenüber einer anderen Theorie eine höhere Wahrheitsnähe, wenn sie ‚gehaltvoller‘ ist und wenn sie mehr oder bessere Erklärungen für Sachverhalte bietet als die schwächere Theorie.
Mit ‚gehaltvoll‘ ist dabei nicht der logische Wahrheitsgehalt einer Theorie gemeint (die Menge aller wahren Aussagen, die aus ihr folgen), sondern der ‚informative Gehalt‘. Das ist die Menge aller Aussagen, die die Theorie ausschließt. Die Aussage „Morgen gibt es Südwind“ ist gehaltvoller als die Aussage „Morgen wehen Winde aus wechselnden Richtungen“, weil erstere Nord-, West- und Ostwind ausschließt. Nach solchen ‚gehaltvollen‘ Aussagen sucht die Wissenschaft. Würde sie nach hohem logischen Wahrheitsgehalt suchen, käme sie zu gehaltlosen, fast tautologischen Aussagen. Auch zwei Aussagen, die beide wahr sind, können somit unterschiedliche Wahrheitsnähe haben.
Betrachtet man, wie die Wissenschaften bei Anwendung dieser Falsifikationsmethode von spezielleren Theorien zu immer allgemeineren fortschreitet, kann der Eindruck entstehen, dass sie induktiv fortschreitet, weshalb Popper auch von einer unproblematischen ‚Quasi-Induktion‘ spricht. Popper ist also der Auffassung, dass es den einen wahren Ausgangspunkt, die erste Philosophie oder den Archimedischen Punkt nicht gibt, aus dem dann systematisch das gesamte Wissen hergeleitet werden kann, sondern dass Menschen immer von sehr vielen, oft falschen Ausgangspunkten aus starten, diese durch Kritik beständig korrigieren und immer allgemeinere Prinzipien finden, mit denen diese Ausgangspunkte vereinheitlicht werden können.
Popper hat stets betont, dass seine Forschungslogik selbst keine erfahrungswissenschaftliche Theorie ist. Sie ist eine Methodenlehre, die davon ausgeht, dass es eine Sache der Festlegung ist, was man als Wissenschaft anerkennt. Popper wandte sich insbesondere gegen die ‚naturalistische‘ Auffassung der Methodenlehre, für die eine Methode dann wissenschaftlich ist, wenn sie von der Wissenschaft tatsächlich angewendet wird. Die Charakterisierung der wissenschaftlichen Methode durch den Kritischen Rationalismus erhebt als normativer Vorschlag insbesondere nicht den Anspruch auf eine Übereinstimmung mit dem historischen Verlauf der Wissenschaftsgeschichte, obwohl sich viele Ereignisse finden lassen, die prinzipiell als Anwendung dieser Methode interpretierbar sind. Aufgrund ihres normativen Charakters ist die Falsifikation also selbst nicht falsifizierbar. Denn eine Methode sagt nur, wie man etwas machen soll, nicht dass etwas sein wird. Umgekehrt jedoch ist sie als Festlegung nicht „weil konventionell, das heißt vom Menschen geschaffen, ‚bloß willkürlich‘“ Man kann sie mit anderen Methoden vergleichen und für sie mit Argumenten werben: „durch Analyse ihrer logischen Konsequenzen, durch den Hinweis auf ihre Fruchtbarkeit, ihre aufklärende Kraft gegenüber den erkenntnistheoretischen Problemen.“

### Verstehen
Verstehen ist im Kritischen Rationalismus das Gegenstück zum Erkenntnisfortschritt. Erkenntnisfortschritt liefert Theorien, die Sachverhalte erklären. Verstehen besteht aus der Rekonstruktion der historischen Problemsituation, in der die zu verstehende Theorie aufgestellt wurde. Ziel des Verstehens ist folglich eine neue Theorie, die ein Problem beschreibt und so den Lösungsversuch erklärt. Eine solche Erklärung zu finden ist selbst der Versuch, ein anderes Problem zu lösen, das wiederum dem Verstehen zugänglich ist. Dies ist die Methode der Situationslogik.
Da diese Methode auf die kritische Methode zurückgreift und weil Verstehen immer auch ein Erklären ist, gibt es im Kritischen Rationalismus den traditionellen Gegensatz zwischen beidem nicht. Popper wendet sich dabei insbesondere gegen die hermeneutische Methode der Psychologisierung, der es an Objektivität mangelt, weil sie alles auf persönliche Motive zu reduzieren versucht, sowie gegen die historizistische Methode, die alles als Geschichtsnotwendigkeit zu verstehen versucht, und somit dogmatische Züge trägt. Geschichte ist im Kritischen Rationalismus also Problemgeschichte.

### Objektive Erkenntnis
Erkenntnisfortschritt und Verstehen ergeben zusammen eine Erkenntnistheorie, die anerkennt, dass eine Totalitätsperspektive nicht möglich ist. Demnach ist der Entwurf und die Überprüfung jeder wissenschaftlichen Theorie von Interessen geleitet, da dies immer im Zusammenhang mit dem Versuch stattfindet, bestimmte Probleme zu lösen. Jede Beobachtung ist theoriegeladen. Naturwissenschaften sind ebenso abhängig vom Interesse des Forschers, wie Geschichtsschreibung nicht unabhängig von der Perspektive des Historikers ist. Immer findet eine Auswahl der Tatsachen und Aspekte statt, für die sich der Forscher interessiert. Die Methoden und Instrumente sind so konstruiert, dass der Forscher seine Interessen realisieren kann. Was nicht in seinem Fokus liegt, kann er leicht übersehen. Popper sprach hier von einer „Scheinwerfertheorie“. Was nicht angeleuchtet wird, wird nicht erkannt.
Dennoch war Popper der Auffassung, dass es objektive Erkenntnis gibt. Er meint damit, dass Forschungsergebnisse intersubjektiv nachprüfbar und reproduzierbar sind. Objektive Erkenntnis hat aber auch in einem ganz anderen Sinne noch mit subjektunabhängigem Wissen zu tun: Bücher, der Plan eines Architekten oder andere Dokumentationen konservieren und transportieren Wissen, ohne dass dabei Menschen unmittelbar mit diesem Wissen kommunizieren müssen. Jederzeit kann dieses Wissen auf Menschen einwirken und etwas bewirken; und jederzeit können Menschen auf dieses Wissen einwirken und es z. B. verbessern. Popper stuft dieses Wissen als transzendent ein. Es übersteigt seine materielle Darstellung, da es objektive logische Konsequenzen hat, die einem Menschen nie alle gleichzeitig bewusst sein können. Sie können nach und nach entdeckt werden und sehr unerwartet sein. Er bezog Bertrand Russells Diktum „We never know what we are talking about“ daher nicht nur auf die Mathematik, sondern auf alles Wissen allgemein. Für Popper sind die materielle Welt, die Welt des objektiven Wissens und die dazwischen vermittelnde Welt des menschlichen Bewusstseins alle wirklich (Drei-Welten-Lehre).

## Gesellschaft und Ethik

### Rationalität
Nachdem der Kritische Rationalismus eine Letztbegründung in der Erkenntnistheorie ablehnt, wehrt er sich auch gegen alle Auffassungen, absolute Werte oder ein höchstes Gut als archimedischen Punkt anzunehmen. Im Sinne des Abgrenzungskriteriums ist Ethik keine Wissenschaft, da Werte nicht einer empirischen Überprüfung durch Beobachtung und Experiment unterzogen werden können:

„Die Ethik ist keine Wissenschaft.“

Dennoch haben Popper und Albert ethische Positionen vertreten und Stellung zu ethischen Fragen genommen. Dieser scheinbare Widerspruch löst sich auf, weil der Kritische Rationalismus als Philosophie – dies steckt programmatisch in der Bezeichnung – eine (logisch nicht begründbare) Entscheidung für Rationalität ist. Es ist ein bewusst gewählter Weg zwischen Dogmatismus, der als logisch nicht haltbar ausgeschlossen wird, und Relativismus, der Irrationalismus und Laissez-faire möglich macht. Irrationalität kann nach Popper durch Rationalität überwunden werden. Zur Rationalität gehört insbesondere:
- Kritische Einstellung mit Nachdruck auf Argument und Erfahrung
- Akzeptanz, dass jeder Fehler machen kann (Fallibilismus)
- Bereitschaft zur kritischen Fehlersuche (Falsifizierbarkeit)
- Idee der Unparteilichkeit
- Schluss von der eigenen Vernunft auf die Vernunft des Anderen
- Ablehnung von Autoritätsansprüchen
- Bereitschaft, aus Fehlern zu lernen (Erkenntnisfortschritt)
- Bereitschaft, die Argumente anderer zu hören und zu prüfen
- Anerkennung des Prinzips der Toleranz

Die Entscheidung zur Rationalität (Vernunft) ist eine ethische Grundentscheidung, die Popper für die einzige Alternative hält, die bei der Lösung von Konflikten nicht in irgendeiner Form zu Gewalt führt.
Grundsätzlich ist zu unterscheiden zwischen Tatsachen und Maßstäben. Der Begriff Gesetz ist mit beiden verbunden. In Zusammenhang mit Regelmäßigkeiten in der Natur bezieht er sich auf Naturgesetze. Maßstäbe sind normative Gesetze, die von Menschen durch Konventionen gemacht werden und die Beziehungen zwischen Menschen regeln. Naturgesetze kann man nicht übertreten, normative Gesetze hingegen schon.

„Aus der Feststellung einer Tatsache lässt sich niemals ein Satz herleiten, der eine Norm, eine Entscheidung oder einen Vorschlag für ein bestimmtes Vorgehen ausspricht.“

Diese logische Aussage ist eine Formulierung des Prinzips über den Naturalistischen Fehlschluss.

„Alle Diskussionen über die Definition des Guten oder die Möglichkeit es zu definieren, sind völlig unnütz.“

Aus dem Dualismus von Tatsachen und Normen sowie der Grundentscheidung für Rationalität ergibt sich die Forderung nach Freiheit. Freiheit ist die Freiheit des Denkens und die Freiheit der Suche nach der Wahrheit. Freiheit und Verantwortung sind die Grundlage für die Bewahrung der Menschenwürde.

„Nur die Freiheit macht menschliche Verantwortung möglich. Aber ohne Verantwortung geht die Freiheit verloren; vor allem ohne intellektuelle Verantwortung.“

Die Grundforderung nach Freiheit und Verantwortung führt zu Pluralität. Deswegen ist dem Kritischen Rationalismus oft vorgehalten worden, eine liberalistische Position zu vertreten. Doch ob eine Politik konservativ, liberal oder sozialistisch ausgerichtet wird, ist eine Frage des Diskurses. Die Philosophie kann diesen Diskurs nur begleiten, indem sie die Logik der Argumente prüft, indem sie prüft, ob Sollen auch Können beinhaltet, und indem sie auf die Einhaltung der Rationalität drängt. Poppers Philosophie beinhaltet auch eine Kritik am Laissez-Faire-Liberalismus. Dieser ist insofern eine Ideologie, als er den ‚freien Markt‘, der alles zum Guten regelt, als empirisches Naturgesetz oder als Ergebnis der Wissenschaft auffasst. Aber weder die Wissenschaft noch die Natur können sagen, was das Gute ist:

„Well, I still do believe that in a way one has to have a free market, but I also believe that to make a godhead out of the principle of the free market is nonsense.“

Zwar wurde Popper, der Gründungsmitglied der Mont Pelerin Society war, aufgrund seiner Betonung des Individualismus gelegentlich als ein früher Neoliberaler eingeordnet, gleichzeitig jedoch seine komplexe humanitäre Einstellung selbst für den frühen Neoliberalismus nicht als typisch betrachtet.

### Offene Gesellschaft
Als Konsequenz der Idee des Kritizismus setzt sich der Kritische Rationalismus für eine offene Gesellschaft ein. Nur in einer Gesellschaft, die nicht an Dogmen und starre Lebensweisen gebunden ist, besteht die Möglichkeit zu ständigen Reformen, also zu Verbesserungen durch Fehlerbeseitigung und Erwägung von Alternativen. Die Ergebnisse von Poppers Wissenschaftstheorie werden auf diese Weise politisch wirksam.
Seine ersten sozialphilosophischen Arbeiten (Das Elend des Historizismus und Die offene Gesellschaft und ihre Feinde) schrieb Popper im Exil in Neuseeland. Er sah sie als Beitrag zum Kampf gegen den Nationalsozialismus. Um seine Position zu verdeutlichen, setzte er sich kritisch, oftmals auch polemisch verkürzend, mit der Staatstheorie Platons in der Politeia, mit Hegel und Marx auseinander. Das Grundproblem solcher Ideensysteme ist, dass sie dogmatisch sind und sich gegen Kritik und Widerlegung immunisieren (siehe auch Rechtfertigungsstrategie und Konventionalistische Wendung). Popper vertrat den Standpunkt, dass Voraussagen des Marxismus bzw. Kommunismus über die Zukunft (z. B. in Form der sozialistischen Revolution) nicht eingetroffen und die zugrundeliegenden Thesen damit falsifiziert worden seien. Statt sie deshalb aufzugeben, sind sie aus seiner Sicht mit ‚verschärften Dogmen‘ angereichert worden und haben so pseudowissenschaftlichen Charakter bekommen.
Als Historizismus bezeichnete Popper die Auffassung, dass der Lauf der Geschichte unabhängig von handelnden Menschen von Gesetzmäßigkeiten bestimmt wird und dass ein großer Denker diesen Lauf vorhersehen kann. Die Idee Platons, dass ein vollkommener (von Philosophen regierter) Staat erreichbar ist, die Vorstellung eines auserwählten Volkes, der Sinn der Geschichte als Zweck Gottes, aber auch die Geschichtsnotwendigkeit im Marxismus (Teleologie) sind solche historizistischen Theorien. Teleologie in der Geschichte ist ebenso wenig möglich wie die sichere Erkenntnis einer absoluten Wahrheit. Aus der Geschichte kann man lernen. Aber sie ist heute zu Ende, und die Zukunft ist offen und von den Entscheidungen der Menschen abhängig. Für diese Entscheidungen sind sie selbst verantwortlich.
Mit der teleologischen Geschichtsdeutung verbunden ist die Bestimmung eines Ideals, auf das die Geschichte zustrebt. Die Ideologen, die dieses Ideal vertreten, bestehen oft auf der Forderung, dass alles Mögliche getan werden soll, um das Ideal zu erreichen. Eine solche Position vertritt in Poppers Augen der Marxismus, der seinen philosophischen Ausgangspunkt bei Hegel hat. Neben dem Vorwurf, mit der Sprache jongliert und verbalen Nebel verbreitet zu haben, hielt Popper Hegel insbesondere eine preußische Staatsphilosophie vor, in der der regierende König immer das Recht auch gegen das Volk auf seiner Seite hat. Das humanistische Anliegen von Marx (die Aufhebung der Klassengegensätze sowie die Bekämpfung des Arbeiterelends) kommentierte Popper durchaus mit Sympathie, kritisierte aber massiv die politische Ideologie und den im historischen Materialismus enthaltenen Glauben an die Notwendigkeit des Gangs der Geschichte. Wenn man Menschen mit Gewalt in die Richtung eines Ziels, so gut es auch sei, zwingen will, ist damit die Ausübung von Macht und Intoleranz verbunden; und wenn diese nicht unter demokratischer Kontrolle steht, führt sie in einen Totalitarismus, sei es der nationalsozialistische, sei es der stalinistische. In dieser These ist sich Popper u. a. einig mit Ernst Cassirer und Hannah Arendt. Alle drei entwickelten die Hypothese im Exil unabhängig voneinander.
Als einzig rationale und damit sinnvolle Alternative sah Popper eine offene Gesellschaft, in der die Demokratie institutionalisiert ist. Aus seiner Sicht ist der hierbei wesentliche Aspekt der Demokratie weder Herrschaft des Volkes als Souverän noch Legitimation der Herrschenden durch das Volk, sondern dass sie die Abwahl der Regierung ermöglicht und deren Verantwortlichkeit gewährleistet.

### Stückwerk-Sozialtechnik
In der Sozialphilosophie wird das Modell der Problemlösung analog angewendet. Soziale Institutionen sind Problemlösungsversuche. Politik muss sich darauf konzentrieren, die größten Übel abzuschaffen. Neue Lösungen werden in der gesellschaftlichen Praxis geprüft. Wenn sie Verschlechterungen mit sich gebracht hat oder fehlerhaft ist, wird sie verworfen oder korrigiert. Damit politische Entscheidungen revidierbar sind, empfiehlt der Kritische Rationalismus bei der Lösung gesellschaftlicher Probleme ein iteratives Vorgehen in kleinen, überschaubaren Schritten (piecemeal social engineering).
Auch in der Sozialphilosophie gelten somit die kritisch rationalen Prinzipien. Der Konsequente Fallibilismus findet sich in der Position wieder, dass jeder gesellschaftliche Zustand kritisierbar ist, da alle politischen Meinungen und Entscheidungen mit Fehlern behaftet sein können. Jeder Dogmatismus in der Politik ist daher konsequent abzulehnen. Dem Methodischen Rationalismus entspricht die Haltung, dass soziale Konflikte Probleme sind, die gelöst werden müssen. Hierzu bedarf es einer kritisch rationalen Diskussion, in der der Pluralismus der Meinungen toleriert und beachtet wird. Die Freiheit des Einzelnen ist daher so weit wie möglich sicherzustellen. Gewalt muss möglichst vermieden werden. In dieser Hinsicht ergänzt der Kritische Rationalismus den Liberalismus. Der Kritische Realismus schließlich spiegelt sich im Standpunkt wider, dass radikale Utopien zu Unterdrückung und gewaltsamer Revolution führen. Daher muss sich die Politik auf das Machbare konzentrieren. Priorität haben immer die größten gesellschaftlichen Übel. Daher muss Politik auf der Seite der gesellschaftlich und wirtschaftlich Schwachen stehen. Diese Haltung Poppers wird als negativer Utilitarismus bezeichnet.

## Rezeption

### Politik
Grundgedanken des Kritischen Rationalismus sind von verschiedenen politischen Gruppierungen programmatisch rezipiert bzw. in Anspruch genommen worden. In Deutschland zunächst von liberaler Seite (FDP; Ralf Dahrendorf), später von CDU und SPD. Die CDU sah im Konzept der ‚offenen Gesellschaft‘ eine Grundlage zur Abwehr überzogener Ideologie- und Beglückungsansprüche. Die SPD sah im Kritischen Rationalismus das Leitbild ihres „schöpferischen Reformismus“. In Deutschland war Bundeskanzler a. D. Helmut Schmidt (SPD) der bekannteste bekennende politische Anhänger des Kritischen Rationalismus.

### Recht
In der Rechtsphilosophie wurde der kritische Rationalismus von Reinhold Zippelius und Klaus Adomeit als eine grundsätzliche Methode des juristischen Denkens und von Bernhard Schlink für die Gesetzesinterpretation rezipiert.

## Kritik

### Grundlagenkritik
Prominente Kritiker des Fallibilismus und Vertreter der Letztbegründungsthese sind Wolfgang Kuhlmann und Karl-Otto Apel, die eine Letztbegründung in den impliziten Voraussetzungen der Kommunikation, vor allem des argumentativen Diskurses sehen. Im argumentativen Diskurs selbst seien bereits Normen akzeptiert, welche nicht sinnvoll bestritten werden können und daher letztbegründet sind. Auch der Fallibilismus erkenne die impliziten Normen der Argumentation bereits an, wenn er eine Letztbegründung solcher Normen argumentativ bestreite. Die Kritik umfasst außerdem das Argument, dass der Fallibilismus nicht auf sich selbst anwendbar sei. Er immunisiere sich selbst gegen Kritik, indem er zum Schluss auf Argumente für eine Letztbegründung immer behaupten kann, dass auch diese Argumente nicht gewiss seien. Das Münchhausen-Trilemma wiederum ist speziell auf logische, insbesondere deduktive Schlussweisen ausgerichtet, erfasst aber weder phänomenologische (evidenzbasierte), noch existentialistische oder pragmatische Rechtfertigungsstrategien, also allgemein das, was unter den Schlagworten ‚partielle‘, ‚zirkuläre‘, ‚epistemische‘ oder ‚unzureichende Begründung‘ bekannt geworden ist.
Jürgen Habermas warf dem Kritischen Rationalismus eine nicht selbstreflexive und daher im Grunde positivistische Einstellung vor, die bei einem „abstrakten Vorsatz zum unbedingten Zweifel“ stehen bliebe. Er griff ihn immer wieder an, und verwarf ihn insbesondere wegen Bartleys Erkenntnis, dass er wegen der Kernlogik nicht umfassend revidierbar ist. Ähnlich hielt Niklas Luhmann dem Kritischen Rationalismus vor, dass er „selbstreferenzaversiv gebaut“ und damit nicht auf sich selbst anwendbar sei. Er plädierte stattdessen für eine Theorie, die kritisch auf sich selbst Bezug nehmen kann, auch wenn dadurch ein theoretischer Zirkel entsteht, weil eine solche Theorie im Gegensatz zum Kritischen Rationalismus nicht auf nicht weiter begründbare Motive angewiesen bleibt.
Unabhängig voneinander fanden Pavel Tichý und David Miller heraus, dass Poppers logische Definition der Wahrheitsnähe nicht adäquat war. (Es existiert ein Neuvorschlag von Miller und mehrere von Popper.) Margherita von Brentano kritisierte den Pluralismus des Kritischen Rationalismus als Monopluralismus. Peter Janich, Lothar Schäfer und Peter Strasser kritisierten, dass Popper den von ihm selbst vorgezeichneten Weg nicht konsequent genug gegangen und zu sehr bei positivistischen Ausgangsproblemen stehengeblieben sei.
Von Joachim Hofmann stammt eine umfassende Fundamentalkritik am Kritischen Rationalismus mit Verteidigung von Induktion, Historizismus, sowie Ablehnung der These, dass eine offene Gesellschaft dauerhaft möglich ist. Herbert Keuth hat eine Kritik erarbeitet, die sich mit nahezu dem gesamten Werk Poppers und folglich mit allen Hauptthesen aller Bereiche des Kritischen Rationalismus auseinandersetzt. Er richtet sich dabei insbesondere gegen die Rehabilitation der Korrespondenztheorie sowie gegen Poppers metaphysische Standpunkte.

### Wissenschaftstheoretische Kritik
Der Wissenschaftshistoriker Thomas Kuhn formulierte in seinem Werk The Structure of Scientific Revolutions den Einwand, dass Poppers Vorstellungsmodell die historische Entwicklung der Wissenschaften nicht erklären könne. Er kritisierte insbesondere, dass Popper nur die außergewöhnliche Wissenschaft in der Phase einer wissenschaftlichen Revolution behandele und nicht die Normalwissenschaft, die im Rahmen eines allgemein anerkannten, gefestigten Paradigmas stattfindet, das sich ausschließlich bei solchen Revolutionen ändert. Ein Paradigma ist für Kuhn ein Instrument zur Problemlösung, das nur in Frage gestellt werden darf, wenn es seine Aufgabe nicht mehr erfüllt. Er sieht echte Wissenschaft erst dann gegeben, wenn ein solches Paradigma vorhanden ist und Normalwissenschaft stattfindet, während jede andere Form nur als embryonale Protowissenschaft oder als Krisenzeit gesehen werden darf. Dies steht im scharfen Widerspruch zu Poppers Position, der genau das Gegenteil vertrat: Seine Erkenntnistheorie „behauptet die Permanenz der Krise; wenn [sie] recht hat, so ist die Krise der Normalzustand einer hochentwickelten rationalen Wissenschaft“. Popper dankte Kuhn zwar für den Hinweis auf die Normalwissenschaft, hielt sie aber nicht für einen wünschenswerten Teil des Forschungsbetriebs. Nach seiner Auffassung ist sie lediglich schlechte Wissenschaft.
Lakatos kritisierte an Popper, dass dieser in der Logik der Forschung zwar den dogmatischen Falsifikationismus kritisiert und zurückgewiesen, aber nicht scharf zwischen der naiven und der raffinierten Form des methodologischen Falsifikationismus unterschieden habe (das betrifft die Frage, ob eine falsifizierte Theorie sofort aufgegeben werden muss oder erst dann, wenn eine bessere vorhanden ist). Die raffinierte Form des methodologischen Falsifikationismus spielt insbesondere bei Lakatos eigener Wissenschaftsauffassung eine große Rolle. Ausgehend von Hegels These, dass sich Vernunft in der Geschichte realisiert, versuchte er darin, Aspekte der Ansichten von Popper und Kuhn zu vereinbaren. Er interpretierte die Wissenschaftsgeschichte als eine Geschichte des rationalen Aufstiegs und Verfalls von Forschungsprogrammen. Er versuchte auf dieser Basis, vom dogmatischen über den naiven und den methodologischen Falsifikationismus zu seiner eigenen Sichtweise einen rationalen Entwicklungsfortschritt zu konstruieren und seine Ansichten so selbstgenügsam zu machen. Kuhn war der Ansicht, der Vorwurf, Popper sei ein naiver Falsifikationist, sei zwar theoretisch falsch, aber trotzdem könne man ihn in allen praktischen Belangen legitim als solchen sehen.
Paul Feyerabend war zunächst selbst ein Vertreter des Kritischen Rationalismus. Er gelangte jedoch zu der Ansicht, dass Durchbrüche in der Wissenschaftsgeschichte immer dort erreicht wurden, wo die gerade vorherrschenden methodischen Regeln ignoriert wurden. Nach Feyerabend hätten bedeutende wissenschaftliche Erkenntnisse verworfen werden müssen, wenn man nach der Methode des Kritischen Rationalismus vorgegangen wäre. Nach seiner Argumentation könnten Rationalisten den irrationalen Verlauf der Wissenschaftsgeschichte mit keiner allgemeinen und rationalen Grundlage beschreiben, weswegen für den Rationalisten nur ‚anything goes‘ als allgemeine Methodologie in Frage käme. Er vertrat damit nicht wie der Kritische Rationalismus einen rationalen, sondern einen anarchistischen Methodenpluralismus.
Kritik an den Grundlagen der Falsifikation wurde von so vielen Kritikern geäußert, dass sich jedes Argument mehreren bis vielen Vertretern zuordnen lässt. Die Einwände betreffen die Frage, ob die Falsifikation metaphysische Annahmen benötigt (O’Hear, Feyerabend, Trusted); ob nicht jedes Wissen durch Beobachtung und Ableitung entstehen muss (Salmon, Good, O’Hear); ob die Akzeptanz von Beobachtungssätzen, die Forderung nach der Reproduzierbarkeit von Experimenten oder die Forderung nach den strengstmöglichen Prüfungen nicht induktive Elemente enthält (Hübner, Newton-Smith, Watkins, Ayer, Hesse, Warnock, Levison, Trusted, O’Hear, Schlesinger, Grünbaum, Musgrave); ob die Falsifikation nicht dem Goodman-Paradoxon unterliegt, das sich um die rationale Unterscheidbarkeit von zwei Theorien dreht, die sich nur in den zukünftigen Aussagen unterscheiden (Vincent, Kyburg, Worrall); ob Induktion nicht zumindest für die praktische Anwendung von Theorien notwendig ist (Feigl, Cohen, Salmon, Niiniluoto, Tuomela, Lakatos, Howson, Worrall, Putnam, Jeffrey, O’Hear, Watkins u. v. a.m); ob nicht eine induktive Garantie dafür notwendig ist, dass eine Methode mit höherer Wahrscheinlichkeit näher zur Wahrheit führt als alle anderen (Lakatos); und schließlich ob das ‚Miracle-Argument‘ (die Frage nach der Erklärung des Erfolgs der wissenschaftlichen Theorien) nicht doch für induktive Schlüsse auf die Wahrheitsnähe einer Theorie oder für Wahrscheinlichkeitsschlüsse auf ihre Wahrheit spricht (O’Hear, Newton-Smith u. a.).
Otto Neurath hielt Popper einen „Pseudorationalismus der Falsifikation“ vor. Er vertrat die Auffassung, dass wissenschaftliche Theorien nicht logisch präzise als Satzsysteme formulierbar sind. Statt von Falsifikation könne man daher in der Praxis nur von einer „Erschütterung“ von Theorien sprechen. Hilary Putnam vertrat den Standpunkt, der Kritische Rationalismus vernachlässige die Erklärungsfunktion von Theorien. Adolf Grünbaum versuchte zu zeigen, dass die Psychoanalyse, die Popper gemäß seinem Abgrenzungskriterium als pseudowissenschaftlich eingestuft hatte, entgegen dieser Auffassung eine durchaus überprüfbare und somit wissenschaftliche Theorie sei. Er war stattdessen der Auffassung, dass Behauptungen von Freud über die Psychoanalyse, insbesondere die so genannte ‚Necessary Condition Thesis‘, durch klinische Befunde falsifiziert worden seien. Er stufte sie als schlechte Wissenschaft ein. Albrecht Wellmer sah im Kritischen Rationalismus einen Abkömmling des logischen Positivismus. Er führte dafür als Argument die Reduktion der Erkenntnistheorie auf die Methodologie an. David Stove warf Popper wegen dessen Erkenntnisskeptizismus und Ablehnung der Induktion postmodernen Irrationalismus vor. Martin Gardner vertrat die Auffassung, Poppers Wissenschaftsphilosophie sei irrelevant und praxisfern und ersetze ansonsten nur vorhandene Wörter suggestiv durch andere.

### Gesellschaftstheoretische Kritik
Popper, der in seiner Jugend kurze Zeit Kommunist war und später mit der Sozialdemokratie sympathisierte, wurde mit der Veröffentlichung von Die Offene Gesellschaft und ihre Feinde durch seine provozierenden Thesen zu Platon, Hegel und Marx bekannt. Kritik am zum Teil polemischen Stil und selektiver Interpretation haben insbesondere Ronald B. Levinson, Walter Kaufmann und Maurice Cornforth geübt. Hauptkritiker am Inhalt waren Helmut F. Spinner und Robert Ackermann. Weitere Kritik an Poppers Sozialphilosophie äußerten, im Rahmen des Positivismusstreits, Theodor W. Adorno, und Jürgen Habermas, die beide die Kritische Theorie vertraten. Sie waren der Auffassung, dass der Kritische Rationalismus die Gesellschaft mit seiner Stückwerk-Sozialtechnik auf symptomatische Erscheinungen reduziere und daher positivistisch sei. Die Kritische Theorie selbst vertrat den Standpunkt, dass die Gesellschaft dialektisch aus inneren Widersprüchen (Klassengegensätzen) aufgebaut sei und dass eine Reform mit der Aufgabe beginnen müsse, diese inneren Widersprüche aufzuspüren und zu erkennen. Der Kritische Rationalismus nehme hingegen an, diese Widersprüche seien nicht in der Gesellschaft selbst verwurzelt, sondern lediglich logische Selbstwidersprüche des Totalitätsbegriffs der Gesellschaft. Er verfalle daher dem aussichtslosen Versuch, diese Widersprüche durch gedankliche Reflexion über Begriffe zu beseitigen, statt die realen Widersprüche (Klassengegensätze) durch politische Reform aufzuheben. Interessanterweise hat Habermas später stillschweigend Positionen des zuvor kritisierten Hans Albert übernommen (Albert 2002; Sölter 1996).
Abwägungen zu Poppers Kritik am Historizismus finden sich bei Werner Habermehl. Rudolf Thienel kritisierte die von Albert vertretene kritisch-rationale Position zur Rechtswissenschaft.
Fred Eidlin kritisierte Poppers Demokratietheorie. Sie liege nicht auf den Hauptlinien demokratietheoretischer Diskussionen, sei unvollkommen und von beträchtlichen Lücken und Fehlern belastet. Popper seien die praktischen und theoretischen Probleme, mit denen sich Demokratie-Theoretiker beschäftigten, gleichgültig. So lehne er das Legitimationsproblem kategorisch ab, obwohl es als zentrales Problem jedes politischen Problems anerkannt sei. Popper verwechsle Legitimität; er begreife es nicht, wie es richtig wäre, als Legitimation staatlicher Autorität, sondern als abstraktes moralisches Prinzip zur Rechtfertigung unkontrollierter Ausübung von Souveränität.

### Reaktion auf die Kritik
Die Hauptvertreter des Kritischen Rationalismus haben Kritik nur sehr selten als schlüssig akzeptiert und sie in den überwiegenden Fällen zurückgewiesen. Popper bemerkte zu dem Vorwurf, in der Logik der Forschung teilweise einen naiven Falsifikationismus vertreten zu haben: „Das ist natürlich alles Unsinn“. Ausführlich mit allen von Kuhn und Lakatos vorgebrachten Varianten dieses Vorwurfs hat sich Gunnar Andersson auseinandergesetzt und sie als Strohmannargumente verworfen. Popper fand dennoch, dass Kuhns Kritik die interessanteste war, die bis dahin geäußert wurde.
Überaus deutlich distanzierte sich Popper außerdem im Addendum, das in der Offenen Gesellschaft ab der vierten englischen Auflage enthalten ist, von der oft gemachten Annahme, beim Kritischen Rationalismus handle es sich um eine Kriterienphilosophie. John Watkins fasste dies schärfer und deutlicher zusammen:
 Kriterien für den wissenschaftlichen Fortschritt? Die Popper-Tradition will nichts von Kriteriums-Philosophien wissen. Wenn wir mit Kriterien gepanzert aufgetreten wären, dann hätte man uns sofort gefragt, worin deren Autorität bestehe. Da wir der Auffassung sind, daß es (abgesehen von der Logik) weder innerhalb noch außerhalb der Wissenschaft Gewißheit gibt, hätten wir zugeben müssen, daß diese „Kriterien“ fehlbar sind und daß im Falle eines Konflikts zwischen ihnen und der Wissenschaft vielleicht unsere „Kriterien“ auf dem Holzweg sind … Jawohl, wir haben keine Kriterien.
(Ob es in der Logik Sicherheit gibt, ist im Kritischen Rationalismus allerdings sehr kontrovers.)
Hans-Joachim Niemann betonte, dass ein wichtiger Punkt des Kritischen Rationalismus besonders häufig übersehen werde: Dass Beobachtung, obwohl fehlbar, revidierbar, selektiv und theoriegeladen, trotzdem unproblematisch ist und Wahrheit liefern kann. Er warnte außerdem davor, dass die große Masse der Darstellungen und der Kritik entstellend sei und oft Teile des Kritischen Rationalismus außer Acht ließe, die für das Thema wesentlich seien.
Bartley erklärte die vielen Missverständnisse zum Kritischen Rationalismus mit einer zentralen, revolutionären Neuerung in Poppers Vernunftdenken, die es so schwer für vorhandene Denkschemata macht, es richtig nachzuvollziehen:
The main originality of Popper’s position lies in the fact that it is the first non justificational philosophy of criticism in the history of philosophy.
Auch David Miller machte in sehr vielen Argumenten gegen den Kritischen Rationalismus diesen zentralen Fehler aus, d. h., dass sie zwar den Fallibilismus berücksichtigten, nicht aber die Aufgabe positiver, guter Gründe. Bartley vertrat die Auffassung, dass die Neuerungen Poppers wegen der Missverständnisse nicht die Aufmerksamkeit bekämen, die ihnen objektiv zustünde:
The gulf between Popper’s way of doing philosophy and that of the bulk of professional philosophers is as great as that between astronomy and astrology.

## Anwendungen
Anwendungen des Kritischen Rationalismus:
- Hans Albert auf Sozialwissenschaft, Ökonomie, Hermeneutik, Theologiekritik,
- Lawrence A. Boland auf die Wirtschaftswissenschaften,
- Wolfgang Brezinka auf die Pädagogik,
- Gary Cziko auf die Biologie und die Bildung,
- Gerard Radnitzky auf die Politik,
- Jeremy Shearmur auf die Sozialwissenschaft,
- Donald T. Campbell auf die Evolution,
- Thomas Szasz auf die Psychiatrie,
- Arpad A. Sölter auf Kultur, Kulturpolitik, Kulturmanagement
- Peter Medawar auf die Medizin,
- Ernst Gombrich auf die Kunst,
- Günter Wächtershäuser auf den Ursprung des Lebens (Eisen-Schwefel-Welt),
- Noretta Koertge auf Gesellschaftsprobleme,
- Joe Edward Barnhart auf die Religionswissenschaft,
- Hans-Joachim Niemann auf die Ethik und
- Reinhold Zippelius auf das Recht.